# Kojšov
Kojšov es un municipio del distrito de Gelnica en la región de Košice, Eslovaquia, con una población estimada a final del año 2024 de 690 habitantes.
Se encuentra ubicado al oeste de la región, en el valle del río Hernád y cerca de la frontera con la región de Prešov.

## Demografía
| Año        | 1994 | 2004    | 2014    | 2024    |
| ---------- | ---- | ------- | ------- | ------- |
| Población  | 789  | 749     | 713     | 690     |
| Diferencia |      | −5,06 % | −4,80 % | −3,22 % |

| Año        | 2023 | 2024    |
| ---------- | ---- | ------- |
| Población  | 698  | 690     |
| Diferencia |      | −1,14 % |